# NGC 5732
NGC 5732 ist eine 13,5 mag helle Spiralgalaxie vom Hubble-Typ Sbc im Sternbild Bärenhüter.
Sie wurde am 16. Mai 1787 von Wilhelm Herschel mit einem 18,7-Zoll-Spiegelteleskop entdeckt, der sie dabei mit „eF, cS, lbM“ beschrieb.
Am 26. Dezember 2021 wurde durch das Asteroid Terrestrial-impact Last Alert System (ATLAS) eine Supernova vom Typ Ia (SN 2021agpf) am südwestlichen Rand der Galaxie nachgewiesen. Sie erreichte am 4. Januar 2022 eine scheinbare Helligkeit von 14,5 mag.